# Каменка (Осинский район)
Каменка — деревня в Осинском городском округе Пермского края России.

## Географическое положение
Деревня расположена в восточной части Осинского городского округа на расстоянии примерно 18 километраов по прямой на восток от города Оса.

## История
Известна с 1852 года как починок, основанный выходцами из деревни Рогова. С 2006 по 2019 год входила в состав Комаровского сельского поселения Осинского района. После упразднения обоих муниципальных образований стала рядовым населенным пунктом Осинского городского округа. 

## Климат
Климат умеренный. Средняя температура в зимние месяцы –10ºC, абсолютный минимум –54°С. В зимние месяцы возможны оттепели с повышением температуры воздуха. Средняя температура в летние месяцы +20ºC, абсолютный максимум может достигать +38 ºC. Однако в летнее время не исключены и заморозки. Количество атмосферных осадков за год около 598 мм, из них большая часть приходится на тёплый период (июнь-июль). Образование устойчивого снежного покрова происходит в начале ноября. Средняя продолжительность снежного покрова 160-170 дней. Средняя из наибольших декадных высот снежного покрова за зиму — 64 см. Таяние снега начинается в конце апреля.

## Население
Постоянное население составляло 9 человек (100% русские) в 2002 году, 5 человек в 2010 году. 